# Браун, Ларри
Лоуренс Харви «Ларри» Браун (англ. Lawrence Harvey "Larry" Brown; родился 14 сентября 1940 года в Бруклине, Нью-Йорк, США) — американский профессиональный баскетболист, выступавший в АБА, и тренер, работавший с командами АБА, НБА и NCAA. В качестве игрока он становился чемпионом АБА в составе «Окленд Окс» (1969), а в качестве тренера приводил к чемпионскому титулу NCAA в сезоне 1987/1988 годов команду «Канзас Джейхокс», а также к чемпионскому титулу НБА команду «Детройт Пистонс» (2004). Играл на позиции разыгрывающего защитника. Член Зала славы баскетбола с 2002 года.
Браун — единственный тренер в истории баскетбола, выигравший национальный чемпионат NCAA («Канзас Джейхокс» в 1988 году) и титул НБА («Детройт Пистонс» в 2004 году). Его профессиональный тренерский стаж в Американской баскетбольной ассоциации (АБА) и Национальной баскетбольной ассоциации (НБА) составляет 1275-965, и он является единственным тренером в истории НБА, который вывел восемь команд (разные франшизы) в плей-офф.
Он также является единственным человеком, когда-либо тренировавшим две команды НБА в одном сезоне («Сан-Антонио Спёрс» и «Лос-Анджелес Клипперс» в сезоне 1992/1993 годов).
8 июля 2021 года Национальная ассоциация баскетбольных тренеров вручила Брауну награду Chuck Daly Lifetime Achievement Award (награда в честь Чака Дэйли, которая ежегодно присуждается одному из бывших или действующих тренеров за особый вклад в развитие спорта и профессии).

## Ранние годы
Браун - еврей, родился в Бруклине, Нью-Йорк. Его дед по материнской линии Хиттельман был родом из Минска, Беларусь, а семья его матери иммигрировала в США в 1910 году и открыла пекарню в Бруклине. Его мать встретила его отца Милтона Брауна, продавца мебели, когда ей было 26 лет. У него есть старший брат Герберт, который был главным тренером НБА. В 1947 году его отец внезапно умер от разрыва аневризмы. Его семья переехала сначала в Бруклин, затем в Лонг-Бич, Нью-Йорк, потом на Лонг-Айленд. Его мать прожила до 106 лет.
Браун учился в Университете Северной Каролины в Чапел-Хилле, где играл в баскетбол под руководством легендарных тренеров Фрэнка Макгуайра и Дина Смита. В 1963 году Браун был игроком Конференции Атлантического побережья.

## Карьера игрока
Браун играл в Американской баскетбольной ассоциации, где выступал за клубы «Нью-Орлеанс Баканирс»  (1967-68), «Окленд Окс»  (1968-69), «Вашингтон Кэпс» (1969-70), «Вирджиния Сквайрз» (1970-71) и «Денвер Рокетс» (1971-72). Браун был назван MVP Матча всех звёзд АБА 1968 года. Браун лидировал в АБА по количеству передач за игру в течение первых трех сезонов лиги, а по окончании игровой карьеры Браун стал лидером АБА по количеству передач за игру. Его общее количество передач (2509) ставит его на седьмое место в списке лучших игроков АБА, и ему принадлежит рекорд АБА по количеству передач за игру - 23. В сезоне 1968/1969 годов стал чемпионом АБА в составе «Окс». Он трижды участвовал в матчах всех звёзд АБА.

## Карьера тренера
Работает тренером с 1972 года. За тренерскую карьеру одержал победу в более 1000 профессиональных играх в АБА и НБА. Браун единственный тренер в истории НБА, который вывел 8 разных команд в плей-офф, а также единственный тренер, который тренировал две команды НБА в одном сезоне («Сан-Антонио Спёрс» и «Лос-Анджелес Клипперс» в сезоне 1992/1993 годов). Он единственный тренер, приводивший к чемпионским титулам команду NCAA («Канзас Джейхокс» в 1988 году) и НБА («Детройт Пистонс» в 2004 году). Браун три раза признавался тренером года АБА (1973, 1975—1976), а в 2001 году был признан тренером года НБА.
28 июля 2005 года Браун стал главным тренером «Нью-Йорк Никс», заключив 5-летний контракт на сумму от 50 до 60 миллионов долларов США, что сделало его самым высокооплачиваемым тренером в истории НБА.
13 января 2006 года «Никс» обыграли «Атланту Хокс», и Браун одержал свою 1000-ю победу в НБА, став лишь четвертым тренером, которому это удалось (на тот момент другими тремя тренерами были Ленни Уилкенс, Дон Нельсон и Пэт Райли. По случайному совпадению, все трое в какой-то момент своей карьеры уже были тренерами «Никс».
Браун был выбран главным тренером мужской сборной США по баскетболу на летних Олимпийских играх 2004 года. Эта команда завоевала бронзовую медаль на Олимпиаде.
27 сентября 2002 года был введён в Зал славы баскетбола как тренер.